# Roop Singh
Rood Singh (Jabalpur, 24 juli 1909 - 16 december 1977) was een Indiaas hockeyer. 
Singh won samen met zijn broer Dhyan Chand met de Indiase ploeg de olympische gouden medaille in 1932 en 1936.

## Resultaten
- 1932  Olympische Zomerspelen in Los Angeles
- 1936  Olympische Zomerspelen in Berlijn